# Жоел Камарго
Жоел Камарго (порт. Joel Camargo, нар. 18 вересня 1946, Сантус — пом. 23 травня 2014, Санту) — бразильський футболіст, що грав на позиції захисника.
Виступав, зокрема, за клуб «Сантус», а також національну збірну Бразилії. У складі збірної — чемпіон світу.

## Клубна кар'єра
У дорослому футболі дебютував 1963 року виступами за команду «Португеза Деспортос». Своєю грою за цю команду привернув увагу представників тренерського штабу клубу «Сантус», до складу якого приєднався 1963 року. У «Сантусі» Камарго дебютував уже після перемог цього клубу в Кубку Лібертадорес і Міжконтинентальному кубку, проте встиг виграти з цією командою близько десятка трофеїв. Всього відіграв за команду з Сантуса дев'ять сезонів своєї ігрової кар'єри.
Протягом 1971—1972 років захищав кольори французького клубу «Парі Сен-Жермен», а зіграв лише два матчі, перш ніж покинути цей клуб.
Завершив професійну ігрову кар'єру в клубі «Саад», за команду якого виступав протягом 1973 року.

## Виступи за збірну
1964 року дебютував в офіційних матчах у складі національної збірної Бразилії. 
У складі збірної був учасником чемпіонату світу 1970 року в Мексиці, здобувши того року титул чемпіона світу, проте на поле не виходив. 22 листопада того ж року він потрапив у серйозну автомобільну аварію і був шість місяців у лікарні, після чого за збірну більше не грав.
Протягом кар'єри в національній команді, яка тривала 7 років, провів у формі головної команди країни 28 матчів (плюс 10 неофіційних матчів).
Помер 23 травня 2014 року на 68-му році життя у місті Сантус від ниркової недостатності.

## Титули і досягнення
- Володар Кубка Бразилії (2):

«Сантус»: 1964, 1965
- Чемпіон штату Сан-Паулу (5):

«Сантус»: 1964, 1965, 1967, 1968, 1969
- Володар Кубка Роберто Гомеса Робертао (2):

«Сантус»: 1968
- Чемпіон світу (1):

Бразилія: 1970